# ミラのニコラオス
ミラのニコラオスあるいはミラの聖ニコラオ（270年頃 - 345年または352年12月6日）はキリスト教の主教（司教）、神学者である。小アジアのローマ帝国リュキア属州のパタラの町に生まれ、リュキアのミラで大主教をつとめた。1087年にイタリアのバーリに聖遺物（不朽体）が移されたために「バーリのニコラウス」とも呼ばれる。聖人の概念を持つ全ての教派で、聖人として崇敬されている。

## 呼称
正教会での正式な称号も付けられた呼び名は「ミラ・リキヤの大主教奇蹟者聖ニコライ」（日本ハリストス正教会発行の正教会暦より）であり、篤く崇敬されている。日本に正教会の教えをひろめた聖ニコライとは別人である（ただし守護聖人として聖名を用いている）。

### 各国語での表記
- ギリシア語 - ニコラオス (Νικόλαος)
- ラテン語・ドイツ語 - ニコラウス (Nicolaus, Nikolaus)
- 英語 - ニコラス (Nicholas)
- イタリア語・フランス語・セルビア語 - ニコラ (Nicola, Nicolas, Nikola)
- イタリア語 - ニコロ (Nicolò, Niccolò)
- スペイン語 - ニコラス (Nicolás)
- ポーランド語 - ミコワイ (Mikołaj)
- チェコ語 - ミクラーシュ (Mikuláš)
- リトアニア語 - ミカロユス (Mikalojus)
- ロシア語・ブルガリア語 - ニコライ (Николай)
- ウクライナ語 - ミコライ、ムィコライ (Миколай)
- トルコ語 - ニコラオス (Nikolaos)
- オランダ語 - ニコラース (Nicolaas)

## 生涯と崇敬
その生涯は早くから伝説化され、ニコラオス伝は好んでイコンに描かれる。東方教会および南イタリアで重視されたが、のちには西方教会全域にもその崇敬が広まった。
ニコラオスには大部の神学的著作があるわけではないが、正教会ではキリスト教生活を体現したとして篤く崇敬される。記憶日が年間に2回（本来の記憶日である12月6日／12月19日、およびミラからバーリへの不朽体移動日）あるほか、諸聖人を記憶する毎週木曜日の奉神礼（晩課および早課など）の祈祷文において、多くの諸聖人の中でも特に重視されて必ず言及される。
西方教会では「無実の罪に苦しむ人」の守護聖人ともされる。

### 正教会の伝える聖伝
聖ニコラオスの聖伝には弱い者を助けた話や、信仰の弱い者を教えて真理を守らせた話が数多く残っている。特に弱者を助ける際には、他人に知られないように行う事が常であった。また、数多くの奇蹟を行った事から奇蹟者との称号がある。
以下の内容と文体は歴史的事実としての記述ではなく、あくまで正教会の伝える聖伝の概略を示したものである事に注意されたい。

#### 生まれからエルサレム巡礼まで

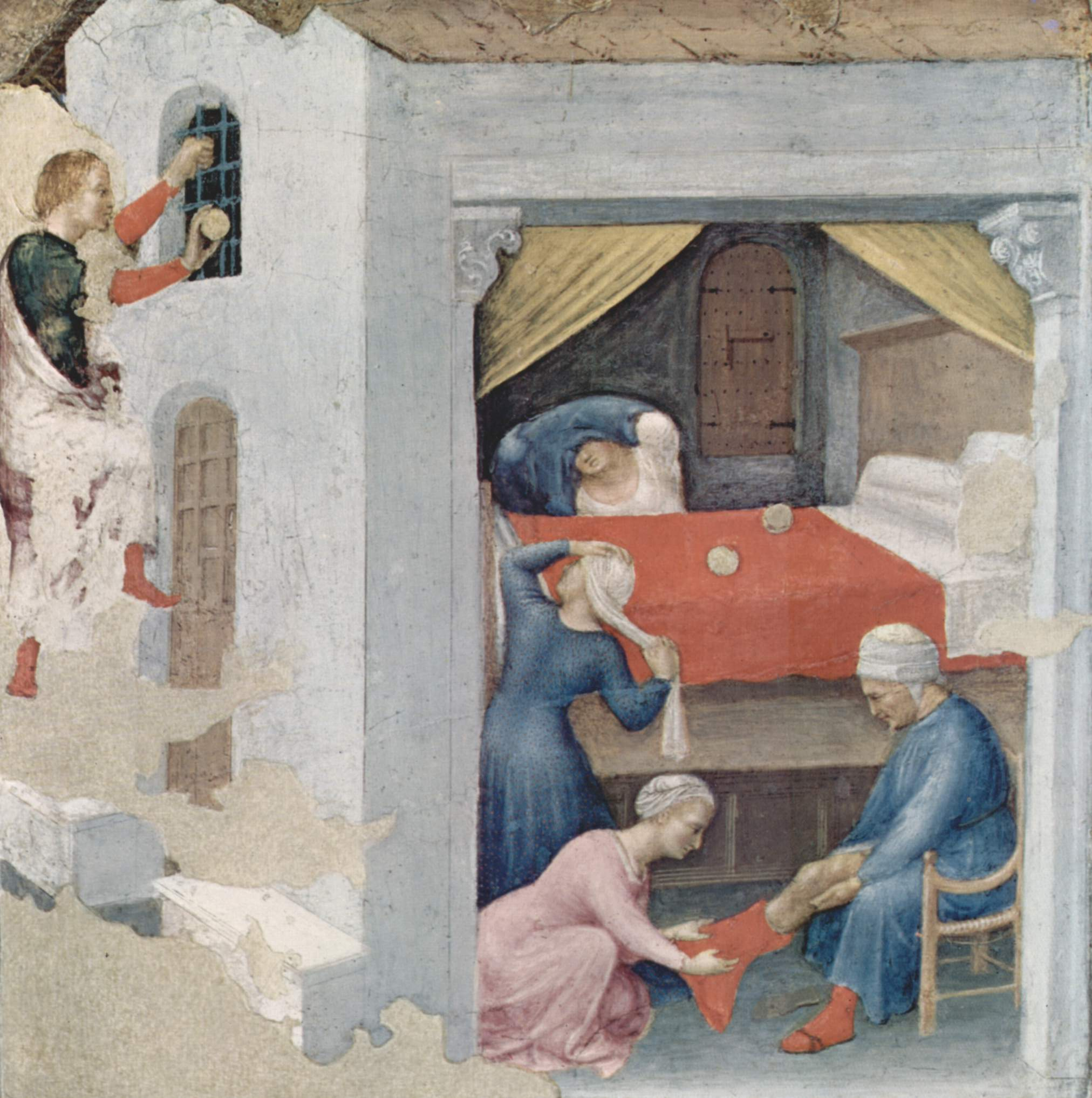
貧しい3姉妹に3つの金の玉を与える聖ニコラウス（画：ジェンティーレ・ダ・ファブリアーノ、1425年）

ニコラオスは小アジアのローマ帝国リュキア属州のパタラの町に生まれた。叔父のパタルの主教ニコラオス（甥と同名）は甥に徳行の基を見出し、ニコラオスの父母を説いて幼い頃から教会に従事させた。
司祭であったころの逸話として、かつて豪商であったが財産を失い貧しくなったために娘を売春させなければならないところであった商人の家に、夜中に窓(あるいは煙突とも)から密かに2度、多額の金を投げ入れた。このため持参金も用意して娘達は正式な結婚を行なうことができた。父親は大変喜び、誰が金を投げ入れたのかを知ろうとして見張った。すると3度目に金を投げ入れているニコラオスを見つけたので、父親は足下にひれ伏して涙を流して感謝した。
主の墳墓に巡礼する為に海路エルサレムに向った際には、暴風を鎮め、船から落ちて死んだ水夫を甦らせた。

#### 大主教ニコラオス

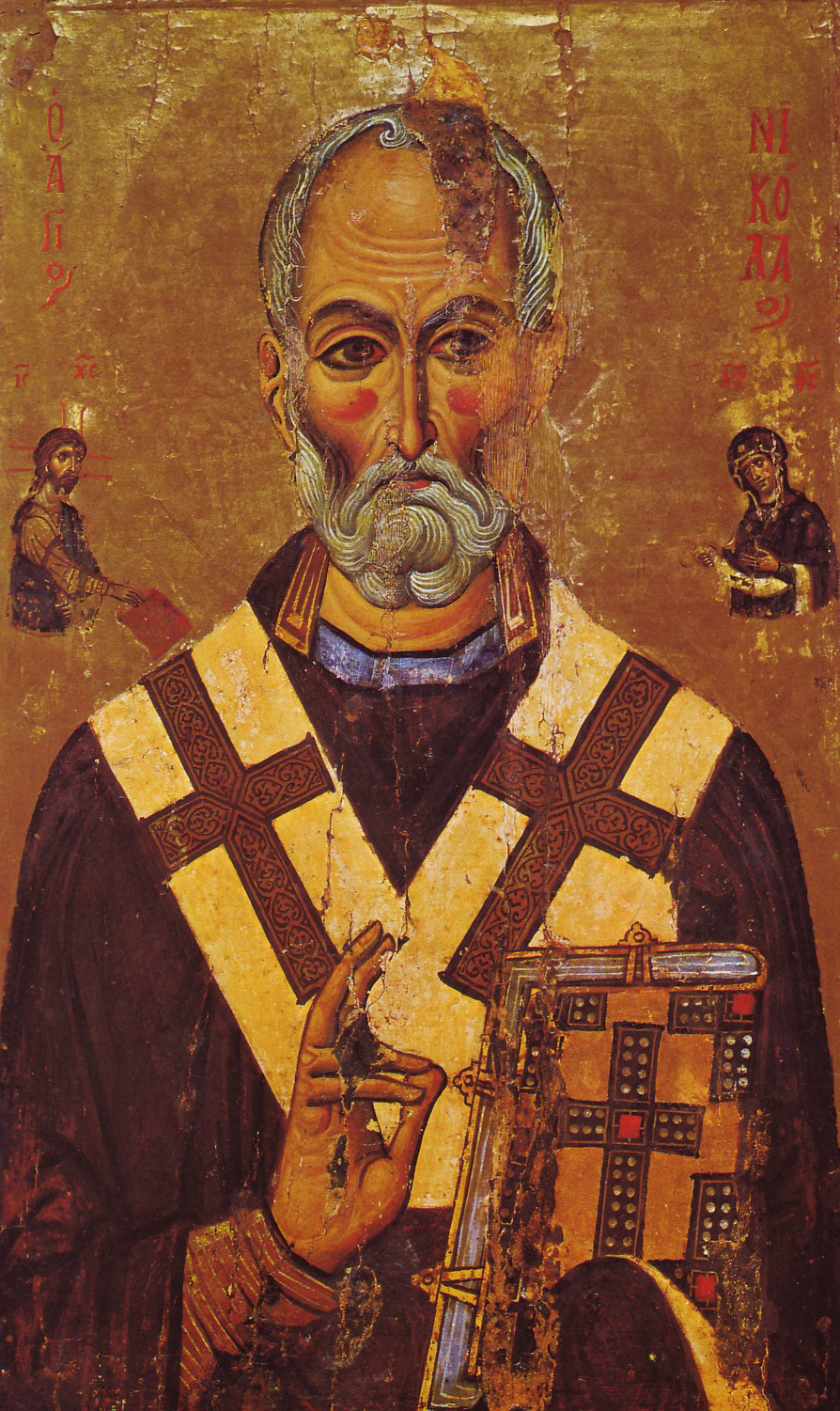
主教の祭服を着た姿で描かれた聖ニコラオスのイコン（シナイ山の聖カタリナ修道院）

ニコラオスは巡礼後修道士となったが、丁度その頃にリュキアのミラで大主教ヨハネスが永眠しており、その後継者を探している人々にニコラオスを後継者とするよう天使からお告げがあり、喜んだ人々はニコラオスに大主教就任を要請した。辞退していたニコラオスであったが、主の旨に逆らう事は出来ず、ニコラオスは大主教となった。
勤勉なニコラオスは大主教となった後、ますます勤労し人々のために務めた。優れた2名の司祭を選んで同労者とし、人々のために幸福を祈り、父の如くに人々を愛し、人々の嘆願や訴えを聞いて助け、冤罪を蒙る者や侮辱を受けている者のために弁護した。
このように教会を牧していたニコラオスであったが、このとき、安寧を保っていた教会が突如大迫害にさらされる事になった。ディオクレティアヌス帝およびガレリウス帝による迫害である。ニコラオスはこの迫害を恐れず、なおも伝道に努めたため捕えられて幽閉された。獄中でニコラオスは共に捕えられた囚人を励ました。
コンスタンティヌス帝の即位と共に迫害が止み、ニコラオスは大主教に復職した。
第1回ニカイア公会議では議論に激してアリウスを殴ったため破門されるが、キリストと神の母マリアが幻で現れ、ニコラオスの潔白を証したため、破門が解かれた。
ある時、フリギア郡で暴動が起きたため暴動鎮圧の為に海路送られた軍隊が、嵐を避けて停泊中、兵士達が船から出て略奪をはたらき流血の惨状となった。大主教ニコラオスはこれを聞き、直ぐに現場に行って軍を率いている三人の将軍にかけあい、兵士の暴行を鎮めた。

#### 冤罪の人々を救う
兵士達の暴行を鎮めたニコラオスのもとへミラから急報があった。大主教の不在の隙に、悪漢に与した市長によって三人の善良な市民が処刑されそうになっており、なんとか大主教に助けて欲しいというものであった。人々はこのような不法な審判が行われる筈は無いと信じていた。

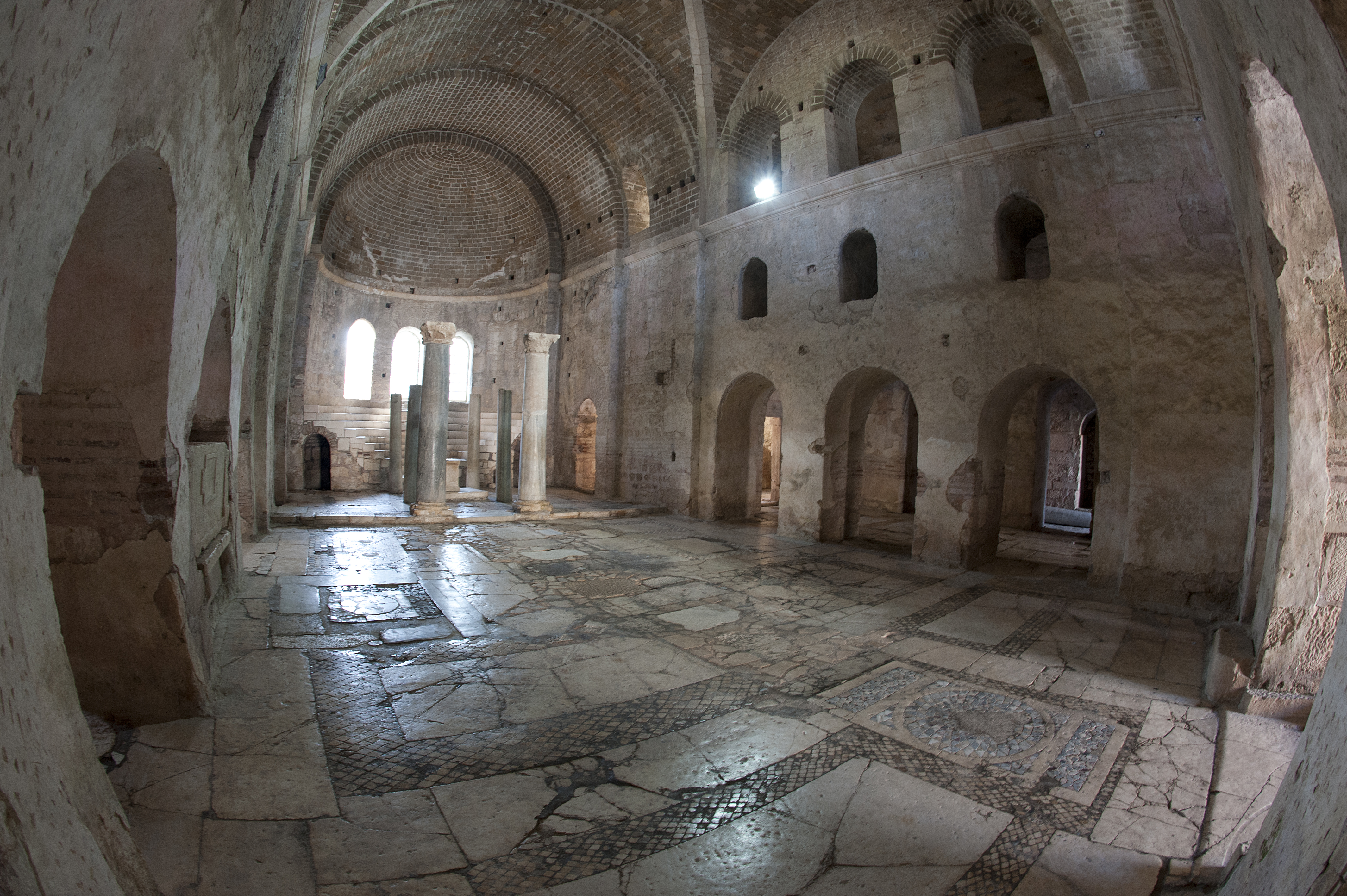
トルコのデムレ（古代のミラ）に残る聖ニコラオス聖堂。聖ニコラオスの墓所があったとされる

ニコラオスは直ちに三人の将軍とともに急いでミラに帰った。そしてまさに処刑が行われるところであった刑場に赴き、処刑人から剣を奪い、冤罪の市民の縄を解いた。彼等はニコラオスの足下にひれ伏して泣いて喜んだ。
ニコラオスに同行した三人の将軍は暴動鎮圧後、帰国した。しかしながら三将軍の功績を妬んだ人々がコンスタンティノポリスの市長に賄賂を贈り、三将軍が謀反を企てていると言いふらした。市長もまたこれに同調した。皇帝は怒り、三将軍を牢獄に入れた。
三将軍のうちの一人は聖ニコラオスが無実の市民を救い出した事を思い起こし、ニコラオスの神に切に救いを求めて祈った。するとニコラオスが皇帝の夢に現れ、皇帝に対して三人の無実と釈放を訴えた。これにより三人は赦され、さらに皇帝はミラの教会に多大な贈り物をした。三将軍はミラに赴き、大主教ニコラオスに感謝した。

#### その後・不朽体

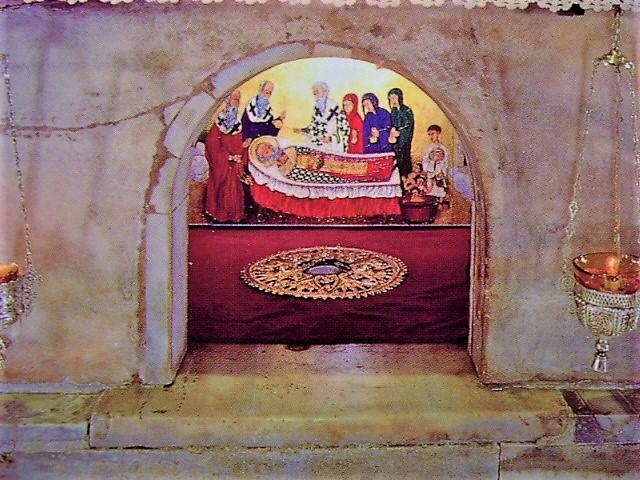
イタリアのバーリにある聖ニコラオスの墓所

大主教聖ニコラオスは神からの特別な恩寵により多くの奇蹟を行った。彼は言行に感化力が富んでいたにとどまらず、容貌も神の恩寵に満たされて、信者の信仰を固めるものとなった。
聖ニコラオスは老いた後、安らかに永眠し、その遺体はミラの堂に葬られた。聖ニコラオスの不朽体からは芳膏が湧き出て、多くの信者がこれにより病を癒された。聖ニコラオスの行いと奇蹟の評判は死後直ちに広まり、聖ニコラオスを記念する聖堂が建てられ、記念祭を行う者が多く出た。
東ローマ帝国領であったミラは11世紀後半にセルジューク朝に征服された。その混乱のさなか、南イタリアのバーリから来ていた船乗りたちが聖堂から不朽体をバーリへと持ち去ってしまった。不朽体は1087年5月9日にバーリのサン・ニコラ教会に安置され、以後巡礼地となっている。5月9日は正教会で「ミラ・リキヤの奇跡者聖ニコライの不朽体移動日」という記念日となっている。

## 海運の守護聖人

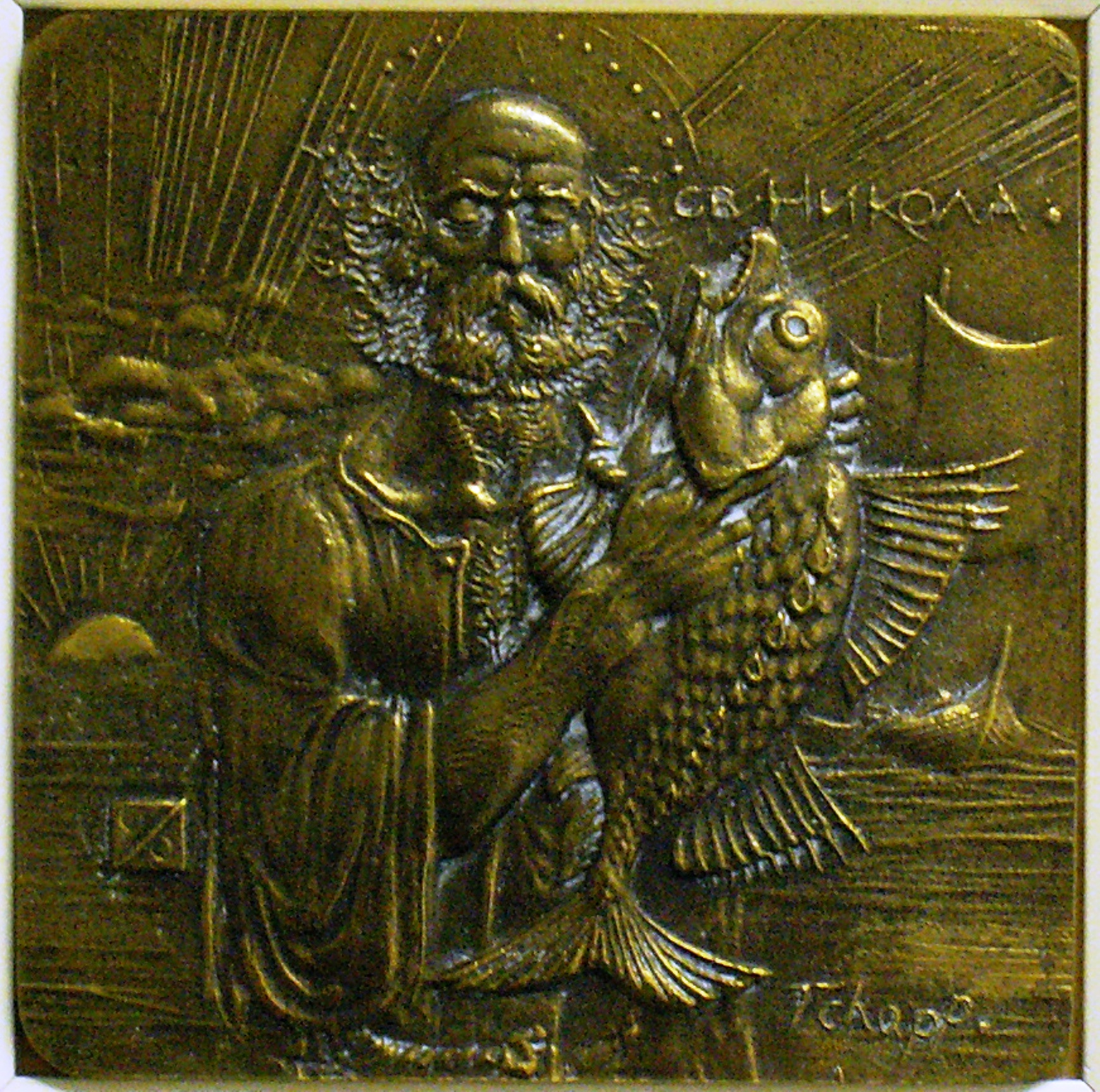
ブルガリア人アーティストGeorgi 'Chapa' Chapkanovによる金属製のイコン。漁師の守護聖人である事を反映して魚を抱える姿で描かれている。

海運の守護聖人であり、海運国オランダで、またベルギーのフランデレン地域、ドイツなどでも崇敬を集めている。オランダ、フランデレンでシンタクラースと呼ばれる。オランダでは11月下旬にシンタクラースが（スペインから）蒸気船でやってきて、上陸後は白馬に乗って12月6日のシンタクラース祭へ向けて各地を練り歩く。この時期とくに子供に、また大人たちもプレゼントを交わす。

## サンタクロースの起源としての説

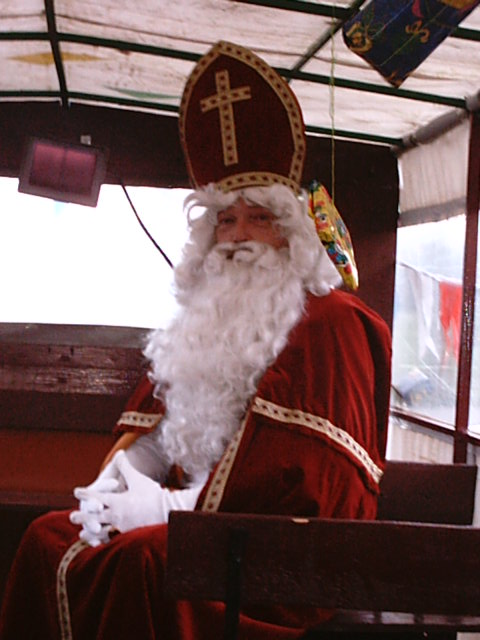
船上のシンタクラース

ニコラオス伝には、前述のように教区の貧しい娘にひそかに持参金をめぐんだという伝承には、聖ニコラウスが投げ込んだ金塊が靴下（あるいは木靴）に入ったとする民間伝承もあり、サンタクロースの靴下にプレゼントを入れる流儀はこの伝承から発展したとされる。
子供を誘拐し商品にする肉屋に赴き7年間塩漬けにされた3人の子供を復活させ助けたという別の伝承から子供の守護聖人ともされている。
英国オックスフォード大学の研究者らが、聖ニコラオスのものとされる遺骨の年代測定を行ったところ、その死亡時期がサンタクロース伝説と一致したとし、「この骨片は、聖ニコラオス本人の遺骨を目にしている可能性を示唆している」という声明を出した。

## 関連書籍
- 山田仁史「聖ニコラウスと仮面異装の従者たち：オーストリア共和国バート・ミッテルンドルフ村の民衆劇」『東北宗教学』第1号（2005年）24-61頁